# Escàs
Escàs (prononcé en catalan : /əsˈkas/, et localement : /asˈkas/) est un village d'Andorre situé dans la paroisse de La Massana, qui comptait 45 habitants en 2017.

## Toponymie
Dans son Onomasticon Cataloniae, le linguiste Joan Coromines propose deux origines au toponyme Escàs. 
Premièrement, il envisage que ce nom de lieu dérive de l'adjectif catalan escàs (« rare »), qui dans ce cas pourrait avoir le sens de « pauvre » ou « peu fertile ». Il juge toutefois cette hypothèse peu probable. 
S'appuyant sur la présence d'autres lieux dénommés Escàs et sur leur localisation dans des zones géographiques riches en toponymes pré-romans bascoïdes, il considère qu'Escàs possède une origine identique et construit le toponyme sur les racines aska- et -tsu/zu. La racine Azka- est centrée sur la notion de « cavité » et peut désigner une vallée, un fossé, un trou, une cuvette. La terminaison -Tsu/zu est utilisée pour marquer l'abondance.

## Démographie
| 1984 | 1985 | 1986 | 1987 | 1988 | 1989 | 1990 | 1991 | 1992 |
| ---- | ---- | ---- | ---- | ---- | ---- | ---- | ---- | ---- |
| 110  | 104  | 105  | 103  | 98   | 111  | 116  | 124  | 127  |

| 1993 | 1994 | 1995 | 1996 | 1997 | 1998 | 1999 | 2000 | 2001 |
| ---- | ---- | ---- | ---- | ---- | ---- | ---- | ---- | ---- |
| 124  | 147  | 149  | 187  | 189  | 197  | 208  | 194  | 183  |

| 2002 | 2003 | 2004 | 2005 | 2006 | 2007 | 2008 | 2009 | 2010 |
| ---- | ---- | ---- | ---- | ---- | ---- | ---- | ---- | ---- |
| 192  | 206  | 238  | 264  | 273  | 240  | 79   | 79   | 74   |

| 2011 | 2012 | 2013 | 2014 | 2015 | 2016 | 2017 | - | - |
| ---- | ---- | ---- | ---- | ---- | ---- | ---- | - | - |
| 67   | 68   | 66   | 63   | 59   | 51   | 45   | - | - |

## Climat
| Mois                              | jan. | fév. | mars | avril | mai  | juin | jui. | août | sep. | oct. | nov. | déc. | année |
| --------------------------------- | ---- | ---- | ---- | ----- | ---- | ---- | ---- | ---- | ---- | ---- | ---- | ---- | ----- |
| Température minimale moyenne (°C) | −2,6 | −2,5 | −0,4 | 1,5   | 5,2  | 8,9  | 11,3 | 11,1 | 8,1  | 4,9  | 0,8  | −1,6 | 3,7   |
| Température moyenne (°C)          | 1,6  | 2,4  | 5    | 6,6   | 10,5 | 14,7 | 17,7 | 17,3 | 13,9 | 9,9  | 5    | 2,3  | 8,9   |
| Température maximale moyenne (°C) | 5,7  | 7,3  | 10,4 | 11,9  | 16   | 20,5 | 24,4 | 23,8 | 19,8 | 14,9 | 9,3  | 6,1  | 14,2  |
| Précipitations (mm)               | 60,8 | 34,6 | 47   | 81,7  | 99,4 | 89,6 | 66   | 83,4 | 85,7 | 83,6 | 89   | 71,6 | 892,5 |